# Лауреати Державної премії України в галузі освіти (2013)
Державна премія України в галузі освіти — лауреати 2013 року.
На підставі подання Комітету з Державної премії України в галузі освіти Президент України В. Ф. Янукович видав Указ № 543/2013 від 4 жовтня 2013 року «Про присудження Державних премій України в галузі освіти 2013 року».
На 2013 рік розмір Державної премії України в галузі освіти склав 200 000 гривень кожна.

## Лауреати Державної премії України в галузі освіти 2013 року
| Номінація: премійована робота | Лауреати                            | Коротко про лауреата |
| --- | ----------------------------------- | --- |
| дошкільна і позашкільна освіта: за наукову роботу «Дошкільна освіта: наука, теорія, практика» | Богуш Алла Михайлівна               | доктор педагогічних наук, професор, дійсний член Національної академії педагогічних наук України, завідувач кафедри Південноукраїнського національного педагогічного університету імені К. Д. Ушинського                        |
| дошкільна і позашкільна освіта: за наукову роботу «Дошкільна освіта: наука, теорія, практика» | Гавриш Наталія Василівна            | доктор педагогічних наук, професор, завідувач кафедри Луганського національного університету імені Тараса Шевченка |
| загальна середня освіта: за комплект підручників «Російська мова» для 8 та 9 класів загальноосвітніх навчальних закладів з українською мовою навчання                                                | Рудяков Олександр Миколайович       | доктор філологічних наук, професор, завідувач кафедри Кримського республіканського інституту післядипломної педагогічної освіти                                                                                                 |
| загальна середня освіта: за комплект підручників «Російська мова» для 8 та 9 класів загальноосвітніх навчальних закладів з українською мовою навчання                                                | Фролова Тетяна Яківлевна            | кандидат педагогічних наук, доцент кафедри Кримського республіканського інституту післядипломної педагогічної освіти |
| професійно-технічна освіта: за цикл робіт «Створення інноваційно-зорієнтованої моделі та умов для підготовки фахівців будівельної галузі з урахуванням можливостей сучасних матеріалів і технологій» | Баженов Віктор Андрійович           | доктор технічних наук, професор, дійсний член Національної академії педагогічних наук України, завідувач кафедри, перший проректор Київського національного університету будівництва і архітектури                              |
| професійно-технічна освіта: за цикл робіт «Створення інноваційно-зорієнтованої моделі та умов для підготовки фахівців будівельної галузі з урахуванням можливостей сучасних матеріалів і технологій» | Іваній Наталія Іванівна             | начальник відділу освітніх проектів товариства з обмеженою відповідальністю з іноземними інвестиціями «Хенкель Баутехнік (Україна)»                                                                                             |
| професійно-технічна освіта: за цикл робіт «Створення інноваційно-зорієнтованої моделі та умов для підготовки фахівців будівельної галузі з урахуванням можливостей сучасних матеріалів і технологій» | Куліков Петро Мусійович             | доктор економічних наук, професор, ректор Київського національного університету будівництва і архітектури |
| професійно-технічна освіта: за цикл робіт «Створення інноваційно-зорієнтованої моделі та умов для підготовки фахівців будівельної галузі з урахуванням можливостей сучасних матеріалів і технологій» | Муравицький Олександр Анатолійович  | майстер виробничого навчання державного навчального закладу «Житомирське вище професійне училище будівництва і дизайну» |
| професійно-технічна освіта: за цикл робіт «Створення інноваційно-зорієнтованої моделі та умов для підготовки фахівців будівельної галузі з урахуванням можливостей сучасних матеріалів і технологій» | Паржницький Віктор Валентинович     | кандидат педагогічних наук, начальник відділення науково-методичного забезпечення змісту професійно-технічної освіти державної наукової установи «Інститут інноваційних технологій і змісту освіти»                             |
| професійно-технічна освіта: за цикл робіт «Створення інноваційно-зорієнтованої моделі та умов для підготовки фахівців будівельної галузі з урахуванням можливостей сучасних матеріалів і технологій» | Сакало Людмила Яківна               | майстер виробничого навчання державного навчального закладу «Полтавський центр професійно-технічної освіти» |
| професійно-технічна освіта: за цикл робіт «Створення інноваційно-зорієнтованої моделі та умов для підготовки фахівців будівельної галузі з урахуванням можливостей сучасних матеріалів і технологій» | Серебрянський Святослав Миколайович | перший заступник директора державної наукової установи «Інститут інноваційних технологій і змісту освіти» |
| професійно-технічна освіта: за цикл робіт «Створення інноваційно-зорієнтованої моделі та умов для підготовки фахівців будівельної галузі з урахуванням можливостей сучасних матеріалів і технологій» | Соха Володимир Георгійович          | доктор технічних наук, генеральний директор товариства з обмеженою відповідальністю з іноземними інвестиціями «Хенкель Баутехнік (Україна)»                                                                                     |
| професійно-технічна освіта: за цикл робіт «Створення інноваційно-зорієнтованої моделі та умов для підготовки фахівців будівельної галузі з урахуванням можливостей сучасних матеріалів і технологій» | Штика Юрій Михайлович               | директор державного навчального закладу «Сумське міжрегіональне вище професійне училище» |
| вища освіта: за цикл робіт «Навчально-методичне та науково-технічне забезпечення розвитку ракетно-космічної освіти в Україні та її інтеграція в міжнародний освітній простір»                        | Гайдачук Олександр Віталійович      | доктор технічних наук, професор, проректор з наукової роботи Національного аерокосмічного університету імені М. Є. Жуковського «Харківський авіаційний інститут»                                                                |
| вища освіта: за цикл робіт «Навчально-методичне та науково-технічне забезпечення розвитку ракетно-космічної освіти в Україні та її інтеграція в міжнародний освітній простір»                        | Джур Євген Олексійович              | доктор технічних наук, професор, завідувач кафедри Дніпропетровського національного університету імені Олеся Гончара |
| вища освіта: за цикл робіт «Навчально-методичне та науково-технічне забезпечення розвитку ракетно-космічної освіти в Україні та її інтеграція в міжнародний освітній простір»                        | Ніколаєв Олексій Георгійович        | доктор фізико-математичних наук, професор, декан Національного аерокосмічного університету імені М. Є. Жуковського «Харківський авіаційний інститут»                                                                            |
| вища освіта: за цикл робіт «Навчально-методичне та науково-технічне забезпечення розвитку ракетно-космічної освіти в Україні та її інтеграція в міжнародний освітній простір»                        | Павленко Віталій Миколайович        | кандидат технічних наук, доцент, проректор з науково-педагогічної роботи Національного аерокосмічного університету імені М. Є. Жуковського «Харківський авіаційний інститут»                                                    |
| вища освіта: за цикл робіт «Навчально-методичне та науково-технічне забезпечення розвитку ракетно-космічної освіти в Україні та її інтеграція в міжнародний освітній простір»                        | Петренко Олександр Миколайович      | доктор технічних наук, професор, декан Дніпропетровського національного університету імені Олеся Гончара |
| вища освіта: за цикл робіт «Навчально-методичне та науково-технічне забезпечення розвитку ракетно-космічної освіти в Україні та її інтеграція в міжнародний освітній простір»                        | Поляков Микола Вікторович           | доктор фізико-математичних наук, професор, ректор Дніпропетровського національного університету імені Олеся Гончара |
| вища освіта: за цикл робіт «Навчально-методичне та науково-технічне забезпечення розвитку ракетно-космічної освіти в Україні та її інтеграція в міжнародний освітній простір»                        | Санін Анатолій Федорович            | доктор технічних наук, професор кафедри Дніпропетровського національного університету імені Олеся Гончара |
| вища освіта: за цикл робіт «Навчально-методичне та науково-технічне забезпечення розвитку ракетно-космічної освіти в Україні та її інтеграція в міжнародний освітній простір»                        | Хуторний Віктор Васильович          | кандидат технічних наук, генеральний директор Національного центру аерокосмічної освіти молоді імені О. М. Макарова |
| наукові досягнення в галузі освіти: за цикл наукових праць «Філософія освіти: пошук пріоритетів» | Андрущенко Віктор Петрович          | доктор філософських наук, професор, член-кореспондент Національної академії наук України, дійсний член Національної академії педагогічних наук України, ректор Національного педагогічного університету імені М. П. Драгоманова |
| наукові досягнення в галузі освіти: за цикл наукових праць «Філософія освіти: пошук пріоритетів» | Губерський Леонід Васильович        | доктор філософських наук, професор, дійсний член Національної академії наук України, дійсний член Національної академії педагогічних наук України, ректор Київського національного університету імені Тараса Шевченка           |
| наукові досягнення в галузі освіти: за цикл наукових праць «Філософія освіти: пошук пріоритетів» | Ільїн Володимир Васильович          | доктор філософських наук, професор кафедри Київського національного університету імені Тараса Шевченка |
| наукові досягнення в галузі освіти: за цикл наукових праць «Філософія освіти: пошук пріоритетів» | Кремень Василь Григорович           | доктор філософських наук, професор, дійсний член Національної академії наук України, дійсний член Національної академії педагогічних наук України, президент Національної академії педагогічних наук України                    |
| наукові досягнення в галузі освіти: за цикл наукових праць «Філософія освіти: пошук пріоритетів» | Савельєв Володимир Леонідович       | доктор історичних наук, доцент, директор Інституту магістратури, аспірантури і докторантури Національного педагогічного університету імені М. П. Драгоманова                                                                    |
| наукові досягнення в галузі освіти: за цикл наукових праць «Філософія освіти: пошук пріоритетів» | Суліма Євген Миколайович            | доктор філософських наук, професор, член-кореспондент Національної академії педагогічних наук України, перший заступник Міністра освіти і науки України                                                                         |
| наукові досягнення в галузі освіти: за цикл наукових праць «Філософія освіти: пошук пріоритетів» | Шепєлєв Максиміліан Альбертович     | доктор політичних наук, професор, завідувач кафедри Дніпропетровського національного університету імені Олеся Гончара |